# Anuna De Wever
Pour les articles homonymes, voir De Wever.
Anuna De Wever, née le 16 juin 2001 à Mortsel (province d'Anvers), est une militante écologiste belge flamande, à l'origine du mouvement Youth for Climate en Belgique.
Lors de sa dernière année d'études à l’Athénée royal de Mortsel, inspirée par les actions de Greta Thunberg, elle est l'instigatrice, avec Kyra Gantois, des premières grèves scolaires pour le climat dans son pays.

## Biographie

### Enfance
Fille de Katrien Van der Heyden, sociologue et titulaire d’un master sur les questions de genre et de diversité,, et d’Harwin De Wever, elle a une sœur jumelle,. La famille débat régulièrement sur des sujets d'actualité au cours des repas quotidiens, affinant l'esprit critique de Anuna De Wever.
Elle déclare n'avoir aucun lien de parenté avec le nationaliste flamand Bart De Wever.

### Militantisme
A l'adolescence, elle devient végétarienne après avoir découvert en classe les mauvais traitements perpétrés dans certains abattoirs et décide de ne plus acheter de vêtements fabriqués par des enfants. 
La protection de l’environnement devient une priorité quand, à 16 ans, à l'occasion d'un voyage à New York avec sa mère qui y intervient dans le cadre d'une conférence sur les femmes, elle découvre que celles-ci sont davantage victimes des effets du changement climatique en raison de leur plus grande fragilité sociale. De retour en Belgique, elle décide de s'inspirer de l'action de Greta Thunberg,.
En janvier 2019, elle lance la première grève étudiante pour le climat de Belgique. Avec Kyra Gantois, elle crée une page Facebook, porte-drapeau de son association, Youth for Climate, aujourd'hui suivie par plus de 20 000 internautes ; sur les réseaux sociaux, elle invite tous les étudiants à faire l'école buissonnière le vendredi et à rejoindre la grève.
La première grève, organisée le 10 janvier 2019, rassemble 3 000 étudiants à Bruxelles. Ce chiffre augmente rapidement de jeudi en jeudi, passant de 12 500 élèves grévistes le 17 janvier à 35 000 le 24 janvier. Les manifestations sont relayées par la presse belge et internationale ,,.
Elle travaille avec Adélaïde Charlier, coordinatrice des actions du mouvement du côté francophone.
Un an après la première grève étudiante pour le climat en Belgique, elle indique vouloir désormais se consacrer pleinement à l'information sur la crise climatique.
Elle part en voilier en octobre 2019 pour se rendre à la COP25 à Santiago du Chili, à l'organisation de laquelle le gouvernement chilien renonce le 30 octobre 2019. Malgré l'annulation de la COP25, elle continue son voyage vers le Chili. Elle affirme qu'il s'agit dorénavant de chercher des alternatives à l'avion.
Son engagement pour le climat provoque des réactions parfois violentes de ses opposants ; début 2019, alors qu'elle est encore mineure, elle est victime de cyberharcèlement, attaques et menaces qui entraînent le dépôt de plusieurs plaintes par sa mère.
Le 15 août 2019, elle intervient au festival de musique Pukkelpop pour promouvoir l'action « clap for climate ». Elle aurait alors été menacée de mort par des festivaliers et son campement a été dégradé.
En août 2022, elle annonce quitter le mouvementYouth for Climate  qu'elle a elle-même créé. 

### Vie privée
Elle habite à Berchem.
Ouvertement lesbienne, elle est non-binaire et confie au journal Het Laatste Nieuws qu'elle ne s'est jamais identifiée à son sexe de naissance : « Je marchais à peine et je disais déjà que j’étais un garçon ». Elle pense que le genre est aussi une décision culturelle, qu'« il n'y aura plus de sexes à l'avenir », et qu'en ce qui la concerne, « le genre n'a aucune espèce d'importance ». À l'adolescence, elle est victime de harcèlement qui la pousse à choisir un genre avant de finalement imposer sa non-binarité trois ans plus tard à l'âge de quinze ans. 
Elle dit admirer Emma Gonzales et Michelle Obama, Angela Davis et Rosa Parks. Elle a déclaré au journal Le Monde souhaiter devenir secrétaire générale des Nations-Unies.

## Publications
Elle présente en mars 2019 un ouvrage en néerlandais coécrit avec Kyra Gantois, Nous sommes le climat, une lettre à tous, dont la traduction en français est parue en mai aux éditions Stock. Elle annonce vouloir se former auprès de Greenpeace.
- Anuna de Wever et Kyra Gantois (trad. du néerlandais par Françoise Antoine), Nous sommes le climat : lettre à tous [« Wij zijn het klimaat »], Paris, Éditions Stock, 9 mai 2019, 64 p. (ISBN 978-2-234-08832-0, BNF 45730271)

## Vidéographie
- Elle apparaît, avec Kyra Gantois et Adélaïde Charlier, dans le documentaire de Nathan Grossman I am Greta, sorti en 2020.
- En 2022, elle apparaît dans le documentaire Sœurs de combat (aux côtés de Adélaïde Charlier, Luisa Neubauer, Léna Lazare, Leah Namugerwa, Mitzi Jonelle Tan), un film sur l’engagement des jeunes en faveur du climat réalisé par Henri De Gerlache.